# David Angevin
Pour le dialecte, voir Angevin.
David Angevin est un écrivain français, né en 1969, essayiste et journaliste à Causeur et auparavant à Rock & Folk et à Télérama.

## Biographie
David Angevin naît en le 12 avril 1969 à Rueil-Malmaison. Essayiste et écrivain, il a notamment publié en 2013, Adrian, humain 2.0 en collaboration avec Laurent Alexandre. Également journaliste et chroniqueur successivement à Rock and  Folk, Télérama puis pour le magazine Causeur.

Il co-dirige depuis janvier 2018 le think tank  l'Université du Futur de la Région Nouvelle-Aquitaine qui organise notamment des évènements médiatiques en rapport avec les technologies futures. Il est contraint de quitter son poste en 2020 à la suite de désaccords politiques.

## Œuvres
On lui doit plusieurs romans ou essais :
- Le maillot à pois du meilleur grimpeur, le Serpent à Plumes (1993), préface de Philippe Djian.
- Kurt Cobain, photographies de Renaud Monfourny, éd. Le Castor astral, (1998). Réédition en 2004.
- Une année sans ma femme, éd. Le Castor astral, (1998) [7]. Réédition en 2003.
- Boborama, Éditions du Rocher (2006) [3].
- Dans la peau de Nicolas, le Serpent à Plumes (2009) [8],[9],[10].
- Google Démocratie, roman avec Laurent Alexandre, éd. Naïve, 2011 [11].
- Adrian, humain 2.0 avec Laurent Alexandre, éd. Naïve (2013) [12],[2].
- L'Homme qui en savait trop, roman avec Laurent Alexandre, Robert Laffont, 2015 [13].